# V Delphini
V Delphini är en pulserande variabel av Mira Ceti-typ i stjärnbilden Delfinen. 
Stjärnan varierar mellan magnitud +8,1 och 17,0 med en period av 527 dygn.